# ホートン・フート
ホートン・フート（Horton Foote、1916年3月14日 - 2009年3月4日）はアメリカ合衆国・テキサス州出身の劇作家・脚本家。

## 人物
1962年の『アラバマ物語』でアカデミー脚色賞を、1983年の『テンダー・マーシー』でアカデミー脚本賞を受賞。1995年には "The Young Man From Atlanta" でピューリッツアー賞を受賞。
4人の子供がいる。娘の一人は女優のハリー・フートである。

## 戯曲
- バウンティフルへの旅 The Trip to Bountiful
- バレンタインデー Valentine's Day

## 映画脚本
- アラバマ物語 To Kill a Mockingbird (1962)
- 夕陽よ急げ Hurry Sundown (1967)
- テンダー・マーシー Tender Mercies (1983)
- バウンティフルへの旅 The Trip to Bountiful (1985)
- 二十日鼠と人間 Of Mice and Men (1992)